# Crataegus chlorosarca
Crataegus chlorosarca — вид квіткових рослин із родини трояндових (Rosaceae).

## Біоморфологічна характеристика
Це дерево до 6 метрів заввишки, з нещільними колючками 1–1.5 см. Гілочки пурпурно-коричневі, коли молоді, жовтувато-коричневі, коли старі, голі. Листки: ніжки листків 1.5–2 см, запушені; пластина від трикутно-яйцюватої до широко яйцюватої, 5–9 × 3–5 см, обидві поверхні рідко запушені, основа широко клиноподібна чи закруглена, край гостро-пилчастий, зазвичай з 3–5 парами неправильних часточок, верхівка гостра або коротко загострена. Суцвіття — складний щиток з кількома квітками, 2–3.5 см в діаметрі. Квітки 1–1.2 см у діаметрі; чашолистки трикутно-ланцетні, 2–3 мм, обидві поверхні голі; пелюстки білі, майже округлі, 5–7 × 4–5 мм; тичинок 20. Яблука червоні незрілими, чорні зрілими з зеленим м'якушем, ≈ 1 см у діаметрі, майже кулясті, голі; чашолистки стійкі. Період цвітіння: червень і липень; період плодоношення: серпень і вересень.

## Ареал
Зростає в Ляоніну (Китай), на далекому сході Росії (Камчатка, Сахалін), в Японії (Хоккайдо, Хонсю).

## Використання
Плоди вживають сирими чи приготованими.
Хоча конкретних згадок про цей вид не було помічено, плоди та квіти багатьох видів глоду добре відомі в трав'яній народній медицині як тонізувальний засіб для серця, і сучасні дослідження підтвердили це використання. Зазвичай його використовують у вигляді чаю чи настоянки.
Деревина роду Crataegus, як правило, має хорошу якість, хоча вона часто занадто мала, щоб мати велику цінність.

## Галерея

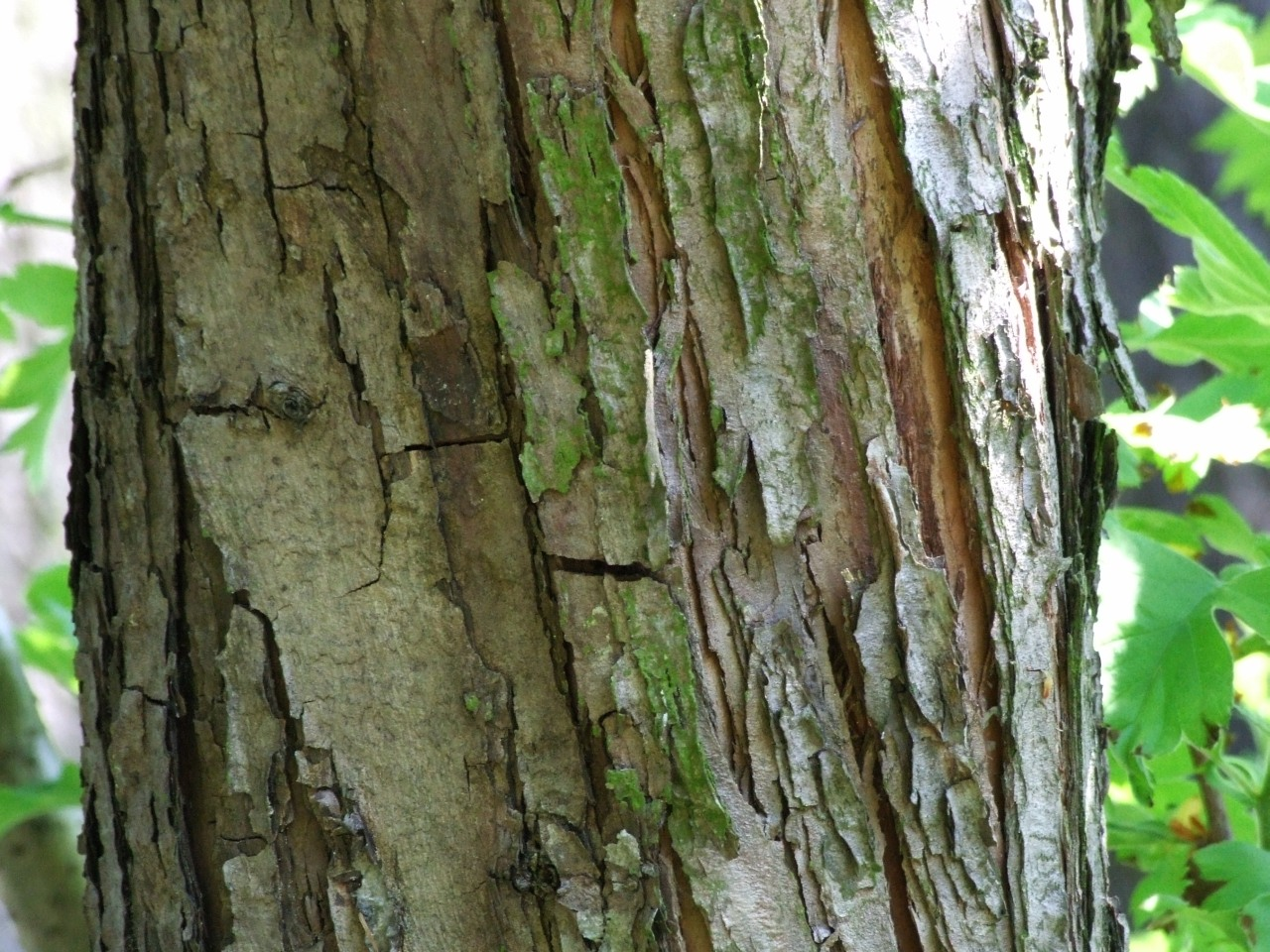
стовбури
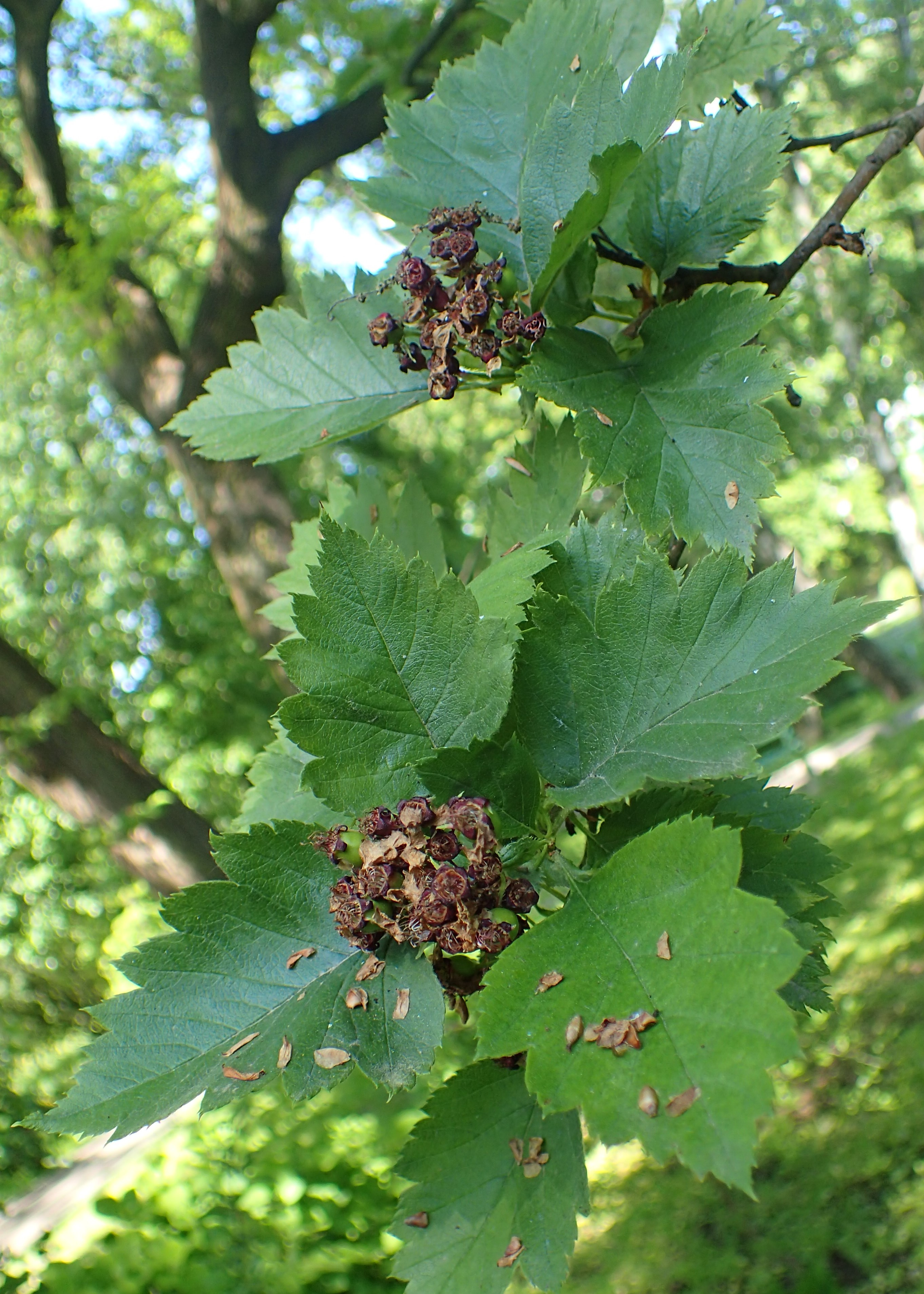
листки